# 10241 Milicevic
Milicevic (asteróide 10241) é um asteróide da cintura principal, a 2,5710086 UA. Possui uma excentricidade de 0,1571021 e um período orbital de 1 945,75 dias (5,33 anos).
Milicevic tem uma velocidade orbital média de 17,05408667 km/s e uma inclinação de 1,60343º.
Este asteróide foi descoberto em 9 de Janeiro de 1999 por Korado Korlević.